# Il libro delle filastrocche
Il libro delle filastrocche è il primo libro per ragazzi scritto da Gianni Rodari, pubblicato nel 1951.